# Малинський район
Ма́линський райо́н — колишня адміністративно-територіальна одиниця у Малинській, Коростенській, Волинській округах, УСРР, Київській і Житомирській областях УРСР та України з адміністративним центром у місті Малин.
Район складався з селищної територіальної громади та 22-х сільських рад. Населення становило 19 609 осіб (на 1.08.2013). Площа — 1406 км². Утворено 1923 року.
Значну частину — 36 відсотків — території району займають ліси з дубово-сосновими та м'яколистяними насадженнями.

## Природоохоронні території
- Галове (заказник)
- Гамарня (заказник)
- Рихти (заказник)
- Щуче (заказник)
- Парк імені Миклухи-Маклая
- Ворсівський заказник
- Лумлянський заказник
- Круча (заказник)
- Заплава пам'яті Небесної Сотні (заказник)

### Унікальні об'єкти природи без статусу
- Джерело Кип'яче

## Населення
За даними перепису населення СРСР 1939 року чисельність населення району становила 42 704 осіб, з них українців — 32 451, росіян — 1 767, німців — 886, євреїв — 3 833, поляків — 2 868, інших — 899.

## Історія
7 березня 1923 року, постановою ВУЦВК «Про адміністративно-територіальний поділ Київщини», створений Малинський район Малинської округи Київської губернії.
28 жовтня 1924 року постановою ВУЦВК «Про ліквідацію Малинської Округи на Київщині», відповідно до якої 13 березня 1925 року, постановою ВУЦВК і РНК УРСР «Про точний розподіл території зліквідованої Малинської Округи на Київщині між Київщиною й Волинню», територія Малинського району була приєднана до Коростенської округи Волинської губернії.
13 червня 1930 року, відповідно до постанови ВУЦВК та РНК УРСР, Коростенську округу було ліквідовано, територію, в тому числі й Малинський район, приєднано до складу Волинської округи.
Після ліквідації округ з 15 вересня 1930 року район переходить у безпосереднє підпорядкування столичному центру — місту Харкову.
9 лютого 1932 року район увійшов до складу новоствореної Київської області.
22 вересня 1937 року, за постановою ЦВК СРСР, з Київської області виокремлена частина адміністративних районів, зокрема й Малинський, які було включено до складу новоствореної Житомирської області.
Ліквідований 19 липня 2020 року, відповідно до постанови Верховної Ради України від 17 липня 2020 року «Про утворення та ліквідацію районів».

## Адміністративний устрій
Адміністративно-територіально район поділяється на селищну територіальну громаду, селищну та 22 сільські ради, які об'єднують 103 населених пунктів та підпорядковані Малинській районній раді. Адміністративний центр — місто Малин.

## Економіка

### Корисні копалини
На території району зосереджена значна частина буто-щебеневої сировини України, на базі якої створені великі виробничі потужності. Запаси декоративно-облицювального каменю (лабрадориту, граніту, габро), що мають великий попит у нашій країні та за кордоном, практично не обмежені.

### Промисловість
Промисловість — важлива складова господарського комплексу району. Вона спеціалізується на виробництві паперу, чавунного та сталевого литва, меблів, швейних та архітектурних виробів, будівельних матеріалів, електротехнічних виробів, цінних паперів. З 22 підприємств району — 15 знаходиться в колективній формі власності. Основу промислового потенціалу становить приватне акціонерне товариство «Малинська паперова фабрика» — одне з найбільших підприємств целюлозно-паперової промисловості України, яке спеціалізується на виробництві різних сортів електроізоляційних видів паперу та картону, інших видів технічного паперу. Машинобудівну, ливарну та металообробну галузі промисловості представляє відкрите акціонерне товариство дослідно-експериментального заводу «Малекс», яке виробляє запасні частини до сільськогосподарської техніки, нестандартизоване обладнання, чавунне та сталеве литво. Відкрите акціонерне товариство заводу «Прожектор» забезпечує виготовлення апаратури зв'язку, приладів електронної техніки. Підприємства лісової та деревообробної промисловості виробляють добротні меблі, столярні вироби, паркет. Функціонують також підприємства легкої, переробної, гірничодобувної, поліграфічної, харчової та інших галузей народного господарства.

### Сільське господарство
Основою галузі є виробництво зерна, картоплі, м'яса, молока, льону-довгунця. Галузь об'єднує 20 колективних сільськогосподарських підприємств, 4 спільні відкриті акціонерні товариства, Поліську дослідну станцію ім. Засухіна, 2 підсобні господарства.

### Транспорт
Завдяки вигідному географічному положенню та розгалуженій мережі автомобільних шляхів і залізниці район має зручне транспортне сполучення з Києвом, Житомиром, Львовом, Берестям, Москвою, Санкт-Петербургом, а також з різними країнами Східної та Центральної Європи, Загальна довжина автомобільних шляхів району — 479 кілометрів.
Територією району проходить міжнародна автотраса М07 (Київ — Ковель — державний кордон з Польщею на прикордонному переході «Ягодин»), яка в народі зветься «Варшавкою» та на території України збігається з європейським автомобільним шляхом E373 (Київ — Ковель — Люблін)

### Зовнішньоекономічні зв'язки
Підприємства району підтримують торгово-економічні зв'язки з багатьма країнами світу. Найбільша питома вага експорту (80 %) припадає на країни Європи. Основною експортною продукцією є папір, картон, щебенева продукція, апаратура зв'язку, вироби з дерева. Створені і функціонують 5 спільних підприємств та підприємств з іноземними інвестиціями, їх учасниками стали зарубіжні фірми з Росії, Італії, Німеччини. Можливе ефективне вкладання капіталу у виробництво високоякісного паперу, в розвиток гірничодобувної, лісової, деревообробної, електротехнічної галузей, у машинобудування, в переробну і харчову промисловість.

## Політика
25 травня 2014 року відбулися Президентські вибори України. У межах Малинського району були створені 43 виборчі дільниці. Явка на виборах складала — 66,56 % (проголосували 10 305 із 15 483 виборців). Найбільшу кількість голосів отримав Петро Порошенко — 57,96 % (5 973 виборців); Юлія Тимошенко — 18,25 % (1 881 виборців), Олег Ляшко — 10,57 % (1 089 виборців), Сергій Тігіпко — 3,33 % (343 виборців). Решта кандидатів набрали меншу кількість голосів. Кількість недійсних або зіпсованих бюлетенів — 0,73 %,

## Персоналії
- Миклухо-Маклай Микола Миколайович (1846–1888) — український мандрівник, антрополог, етнограф, географ, гуманіст, дослідник народів Південно-східної Азії, Австралії та Океанії;
- діячі культури — народна артистка України Р. С. Недашківська, заслужений діяч мистецтв УРСР С. А. Кириченко, мистецтвознавець В. С. Бойко;
- письменники — Л. М. Письменна, К. Ф. Полонник, В. Н. Вайсблат, А. Н. Киричанський;
- діячі науки — академік, директор інституту математики АН України А. М. Самойленко, професор, доктор медичних наук, член Міжнародної асоціації щелепно-лицевих хірургів Ю. Й. Бернацький, професори, доктори історичних наук Л. Ю. Беренштейн, М. І. Лавринович та В. А. Студінський, доктор психологічних наук Л. О. Рябченко, доктор філософських наук М. В. Дученко, доктор політичних наук Ю. С. Скороход;
- воєначальники — генерали С. М. Міщенко, Ф. А. Мельниченко, А. І. Канюка.

## Пам'ятки
- Пам'ятки історії Малинського району
- Пам'ятки монументального мистецтва Малинського району
- Казанська церква (1898) у селі Будо-Вороб'ї (офіційно не є пам'яткою архітектури);
- Миколаївська церква (1850) у селі Ворсівка;
- Михайлівська церква (1897) у селі Старі Вороб'ї (офіційно не є пам'яткою архітектури);
- Михайлівська церква (1898, за охоронною дошкою — 1768) у селі Українка;
- Троїцька церква (1942) у смт Чоповичі (офіційно не є пам'яткою архітектури);
- Залізничний вокзал станції Чоповичі, село Пристанційне (1902).